# Kostomarove, Velîka Oleksandrivka
Kostomarove (în ucraineană Костомарове) este un sat în comuna Cearivne din raionul Velîka Oleksandrivka, regiunea Herson, Ucraina.

## Demografie
Componența lingvistică a localității Kostomarove
     Ucraineană (92,75%)
     Română (4,35%)
     Rusă (2,9%)
Conform recensământului din 2001, majoritatea populației localității Kostomarove era vorbitoare de ucraineană (92,75%), existând în minoritate și vorbitori de română (4,35%) și rusă (2,9%).